# Tusi de Yongning
Pour les articles homonymes, voir tusi et Yongning.
1381–1956
Entités précédentes :
- préfecture de Beishang (zh), 北胜州

Entités suivantes :
- xian autonome yi de Ninglang

Le tusi de Yongning (chinois simplifié : 永宁土司 ; chinois traditionnel : 永寧土司 ; pinyin : yǒngníng tǔsī ; Wade : Yung-ning) est un tusi (cheftaine locale, organisé sous le nom de système de cheftaine natif (土司制度, tǔsī zhìdù) des Moso ayant duré de 1381 (dynastie Ming) à 1956 (République populaire de Chine).
Pendant la première période, il était assez immense, il était réparti sur les actuelles provinces du Yunnan et Sichuan, ainsi que la région autonome du Tibet[réf. nécessaire].

## Histoire
D'après les enregistrements historiques chinois, l'aire de Yongning, appelée Loutoutan ou Dalan était inclus dans la carte de l'Empire chinois, dès la dynastie Han (-206 – 220), pendant les périodes Yuanding (-116 – -110) et Yuanfeng (-110 – -104) de l'Empereur Wu. La dynastie atteint cette région composée de multiples groupes ethniques qu'ils nomment alors les « xinan yi » (chinois : 西南夷 ; litt. « barbares du Sud-Ouest »). Parmi les cinq préfectures établies à cette période, celle de Yuexi correspond à l'actuelle Yongning. Étant loin du centre de pouvoir elle est difficilement contrôlée, mais est influencée par le royaume de Shu (221 – 263), les Tibétains, la dynastie Tang (618 – 907), le royaume de Nanzhao (898 – 937) et le royaume de Dali (938 – 1254).
Le Khagan de l'Empire mongol, Möngke, dans sa conquête de l'Eurasie, décide pour conquérir la dynastie Song du Sud, de l'encercler en conquérant d'abord le Royaume de Dali. Il envoie son fils Kubilai Khan (futur empereur de la dynastie Yuan, qui en octobre 1253, sur la route vers le royaume de Dali, arrive dans l'aire Moso. Avant de traverser la rivière Jinsha, avec des radeaux en peau de mouton (connu en chinois sous le nom de genang du jiang), ils stationnent sur place et force ses troupes à Ri-yue-he (日月和, lit. union du soleil et de la lune, proche de l'actuelle Yongning). Deux mois plus tard, Kubilai anéanti le royaume de Dali. Pour mieux contrôler les régions du Sud-Ouest (principalement provinces du Yunnan, Sichuan et Huguang (Hubei et Hunan), comportant des centaines de peuples aux cultures distinctes, il organise des cheftaines d'ethnies locales inspirées des (jimi fuzhou) des dynasties Tang et Song, avec des fonctions héréditaires, civiles ou militaires. Contrairement aux précédentes organisations, ils ne sont plus tributaires du gouvernement central, mais intégrés dans la hiérarchie bureaucratique. Ce système est appelé Tusi zhidu (土司制度). Un Dalan Guan-min-guan (administrateur Dalan) est désigné en 1277 pour gouverner l'aire Moso et le titre le titre de l'établissement est changé en Yongning zhou (zh) (永宁州, lit. : département de Yongning) in 1279. Durant toute la dynastie Yuan, la préfecture est sous la juridiction du Beisheng fu (北胜府, lit. : Gouvernement de Beisheng, dans la préfecture de Beishang (zh), 北胜州) de la province du Yunnan.
Sous la dynastie Ming, le système est préservé et évolue. La 14e année du règne de Hongwu, (1381), Budugeji, le cheftaine de Yongning prête allégeance aux autorités Ming et est reconfirmé comme directeur de Yongning zhou.

En 1917, le tusi de Yongning et le tusi de Langqu (蒗蕖土司) sont fusionnés dans le xian autonome yi de Ninglang (宁蒗彝族自治县), subordonné au xian de Yongbei (永北县). Le tusi de Yongning est aboli en 1956.

## Liste des tusi de Yongning
| Nom                 | Reigne                             | Notes                                                    |
| ------------------- | ---------------------------------- | -------------------------------------------------------- |
| Budu Geji 卜都各吉  | 1381 – ?                           |                                                          |
| Geji Bahe 各吉巴合  | ? – 1414                           |                                                          |
| Busa 卜撒           | 1414 – octobre 1417                | assassiné par Lamafei                                    |
| Lamafei 剌馬非      | octobre 1417 – 31 juillet 1423     | usurpateur tusi de Zuosuo (左所土司)                     |
| Nanba 南八          | 31 juillet 1423 – 1458             |                                                          |
| A Ju 阿苴           | 28 juillet 1458 – 1484             | Commence à utiliser le préfixe-surnom chinois « A » (阿) |
| A Chuo 阿綽         | 12 septembre 1484 – 1496           |                                                          |
| A Gui 阿貴          | 22 février 1496 – 1515             |                                                          |
| A Hui 阿暉          | 24 juillet 1515 – 1530             |                                                          |
| A He 阿和           | 29 mai 1540 – 1557                 |                                                          |
| A Ying 阿英         | 27 septembre 1557 – 1574           |                                                          |
| A Xiong 阿雄        | 19 septembre 1574 – 1586           |                                                          |
| A Chengzhong 阿承忠 | 1591 – 1610                        |                                                          |
| A Quan 阿銓         | 1610 – ?                           | couronnement : 11 juillet 1614                           |
| A Zhenlin 阿鎮麟    | ? – 27 août 1669                   |                                                          |
| A Tingkun 阿庭錕    | 1670 – 1705                        |                                                          |
| A Jinhui 阿錦暉     | 23 janvier 1707 – 29 décembre 1711 |                                                          |
| A Jinxian 阿錦先    | 16 mai 1727 – 24 mai 1727          |                                                          |
| A Youwei 阿有威     | 28 avril 1728 – 26 avril 1740      |                                                          |
| A Shichang 阿世昌   | novembre 1741 – 1770               |                                                          |
| A Liangbi 阿良弼    | 1770 – 1771                        | non reconnu par la Chine                                 |
| A Qichang 阿啓昌    | 16 octobre 1771 – 28 mars 1796     |                                                          |
| A Liangfu 阿良輔    | 27 avril 1798 – 21 octobre 1815    |                                                          |
| A Huiyuan 阿會元    | 12 mars 1817 – 4 mars 1867         |                                                          |
| A Yuxing 阿毓興     | 1867 – 1879                        | non reconnu par la Chine                                 |
| A Hengfang 阿恒芳   | 23 avril 1879 – 1894               |                                                          |
| A Yingrui 阿應瑞    | 1894 – 6 octobre 1923              |                                                          |
| A Minhan 阿民漢     | mars 1930 – 1956                   | abolition du titre                                       |